# Jardín Botánico Cibodas

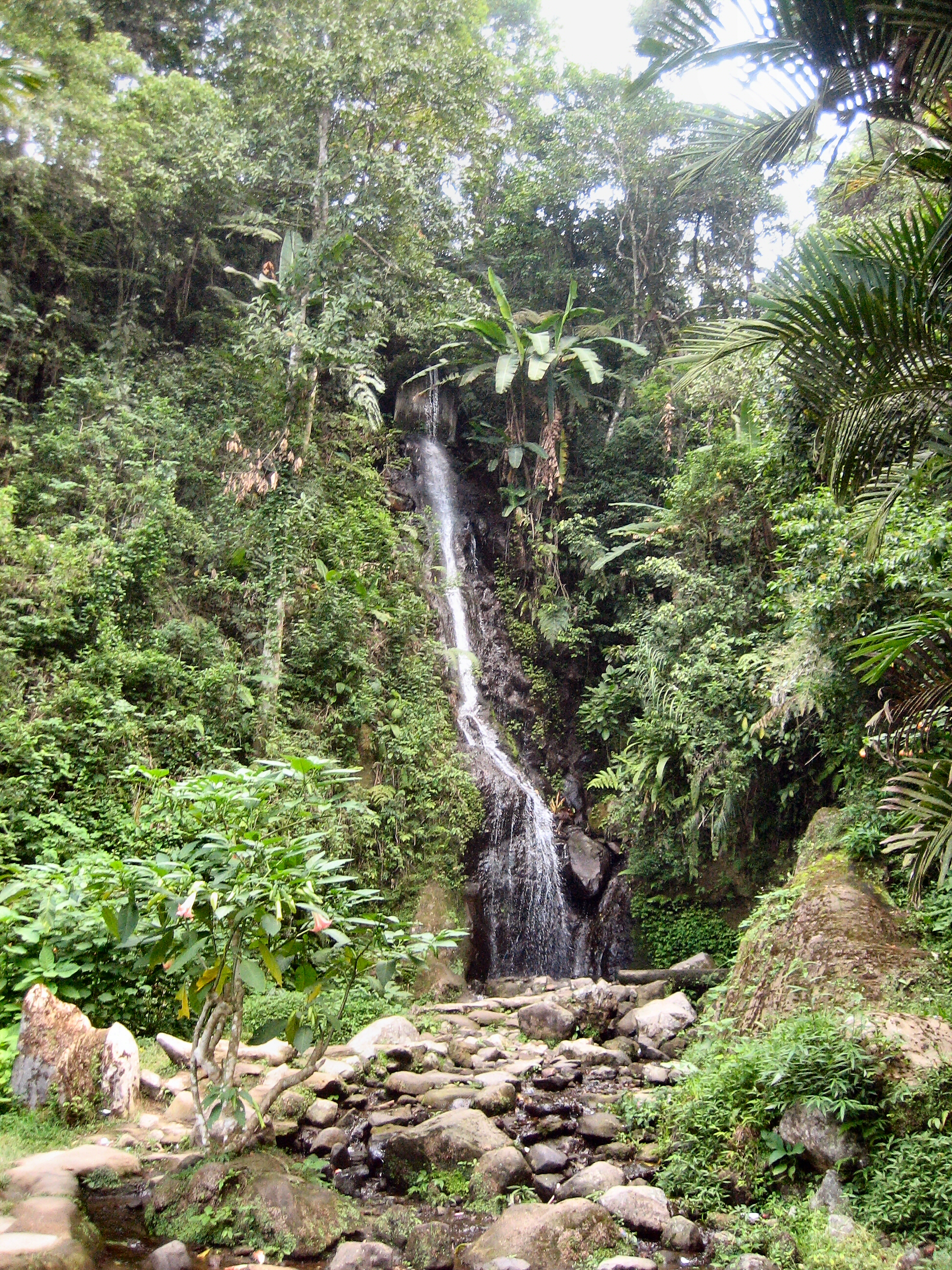
Cascada en el jardín botánico Cibodas.

El Jardín Botánico Cibodas (en indonesio: Kebun Raya Cibodas), aunque el nombre completo es UPT Balai Konservasi Tumbuhan Kebun Raya Cibodas, es un jardín botánico de 125 hectáreas de extensión que se encuentra en Cianjur, Java, Indonesia. Es miembro del BGCI, presentando trabajos para la Agenda Internacional para la Conservación en los Jardines Botánicos, y su código de identificación internacional es BO(C).

## Localización
El « Kebun Raya Cibodas » se encuentra a 45 km al suroeste de Bogor y a unos 100 km al suroeste de Yakarta.
UPT Balai Konservasi Tumbuhan Kebun Raya Cibodas, Sindanglaya, Cipanas, PO Box 19, Cianjur, Jawa Barat 43253 Indonesia
6°44′32.0″S 107°00′20.0″E / -6.742222, 107.005556
- Promedio anual de lluvias: 2380 mm
- Temperatura media anual : 18 °C

## Historia
El jardín botánico Cibodas, fue fundado en tiempos de la colonia holandesa por Johannes Elias Teysjmann guardián del té de Buitenzorg (actualmente Kebun Raya Bogor), como un jardín botánico satélite de este jardín. 
Su andadura comenzó con una plantación de Cinchona el 11 de abril de 1852 en un área llamada Bergtuin te Tjibodas, expandiéndose más tarde debido al alto valor de las plantaciones de la quinina hasta las cimas de los montes Gede y Pangrango. 
Actualmente, este jardín ocupa unas 125 hectáreas en el pie de la montaña, exhibiendo flora tropical y la propia de las montañas de la Indonesia occidental.
El « Kebun Raya Cibodas » es uno de los cuatro « Kebun Raya Indonesia » que son parte integrante del Instituto de las Ciencias de Indonesia, los otros tres jardines botánicos restantes son: Kebun Raya Bogor, Kebun Raya Purwodadi y Eka Karya.

## Colecciones
Entre sus colecciones hay:
- Extensas plantaciones de plantas leñosas subtropicales, Eucalyptus, coníferas,
- Plantas ornamentales tropicales y subtropicales, Palmae, Aloe, Agave, Acacia, Callistemon y Camellia
- Bosque preservado de vegetación natural de la zona de 30 hectáreas
- Herbario

## Actividades
- Programas de conservación
- Programa de mejora de características de plantas medicinales
- Programas de conservación Ex Situ
- Programas de reintroducción de especies
- Programas de Ecología
- Programas educativos
- Exploración
- Horticultura

## Galería

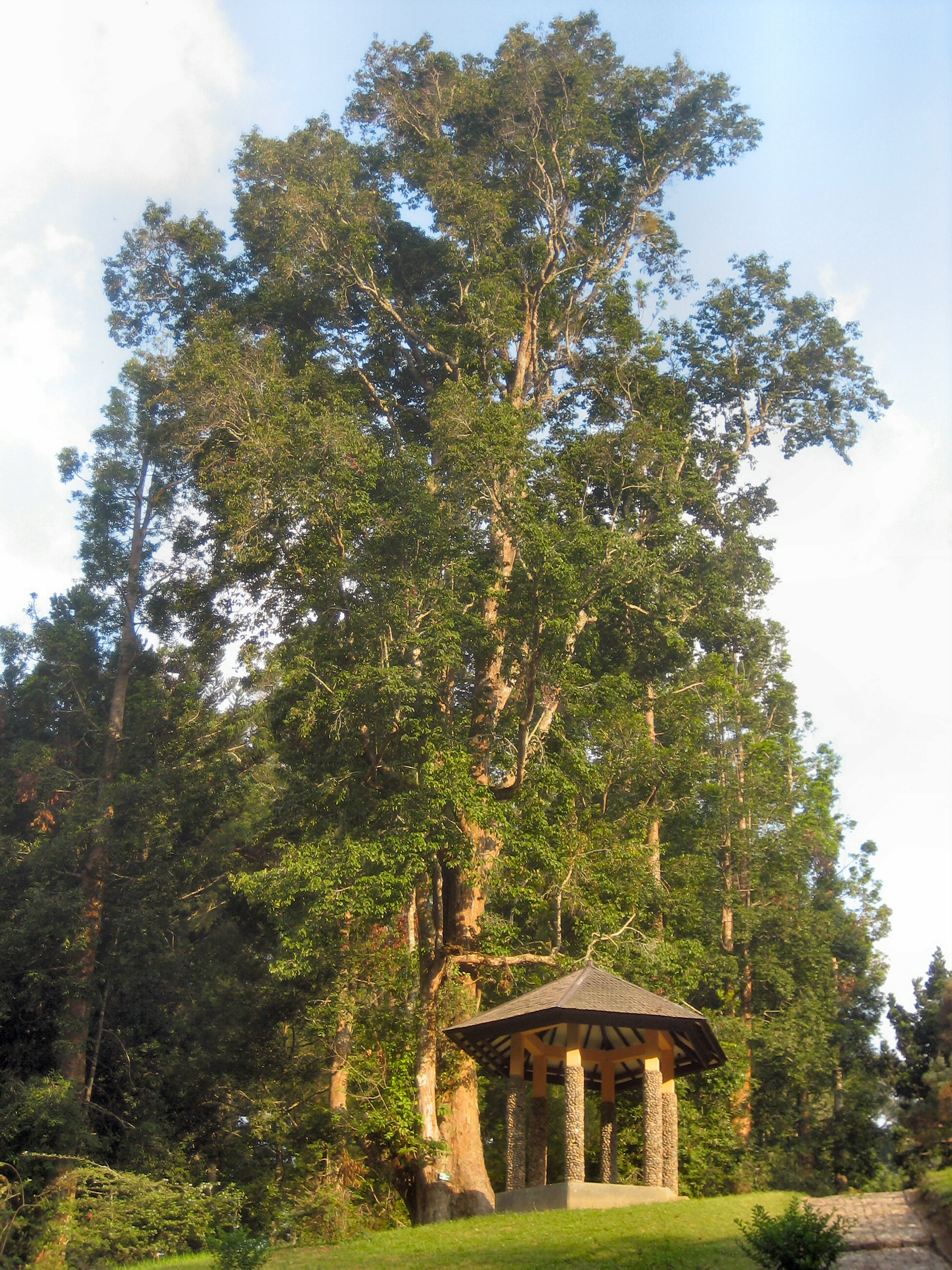
Gazebo, en indonesio se designa como « Patio », palabra procedente del portugués
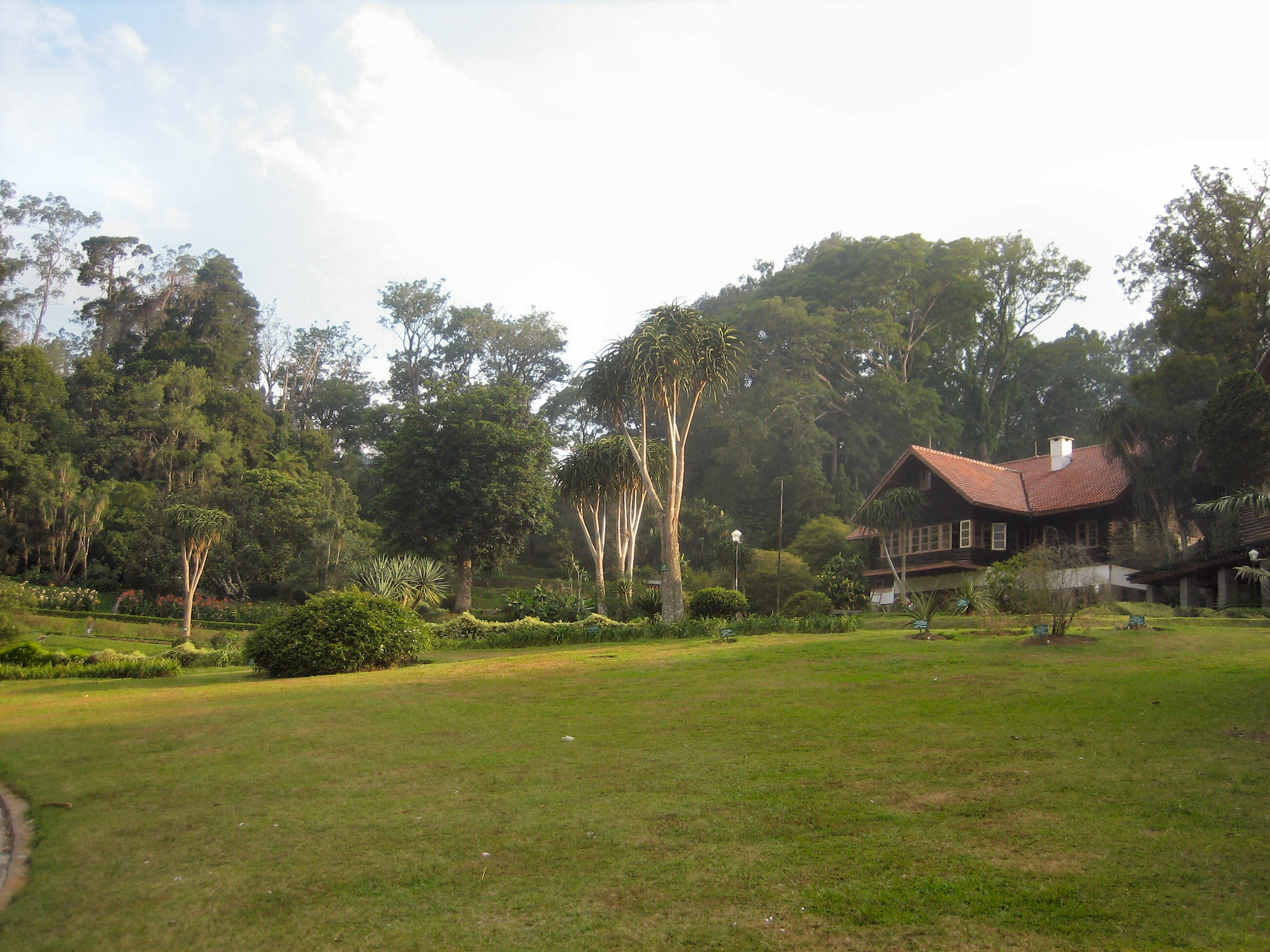
Parque
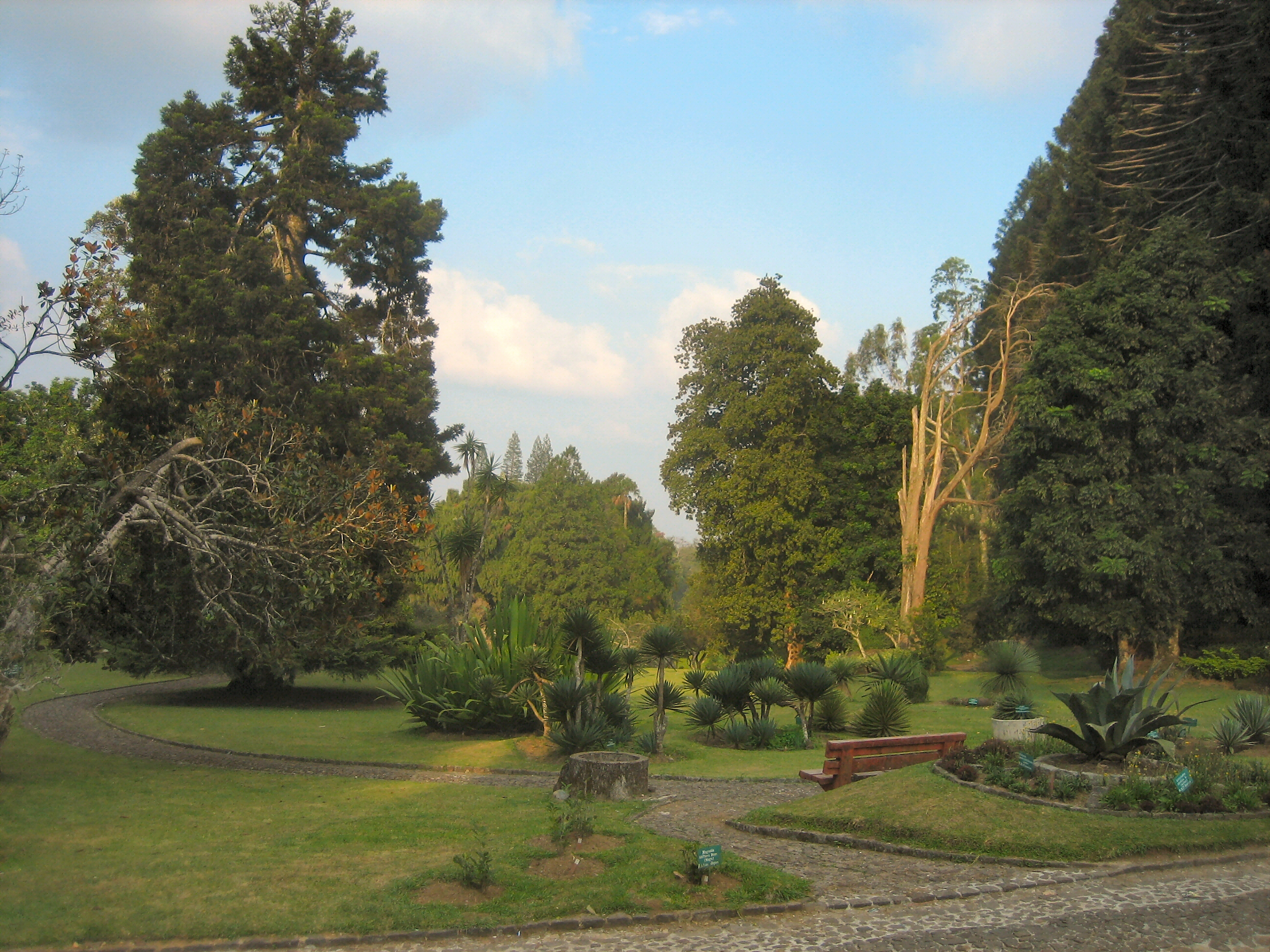
Parque
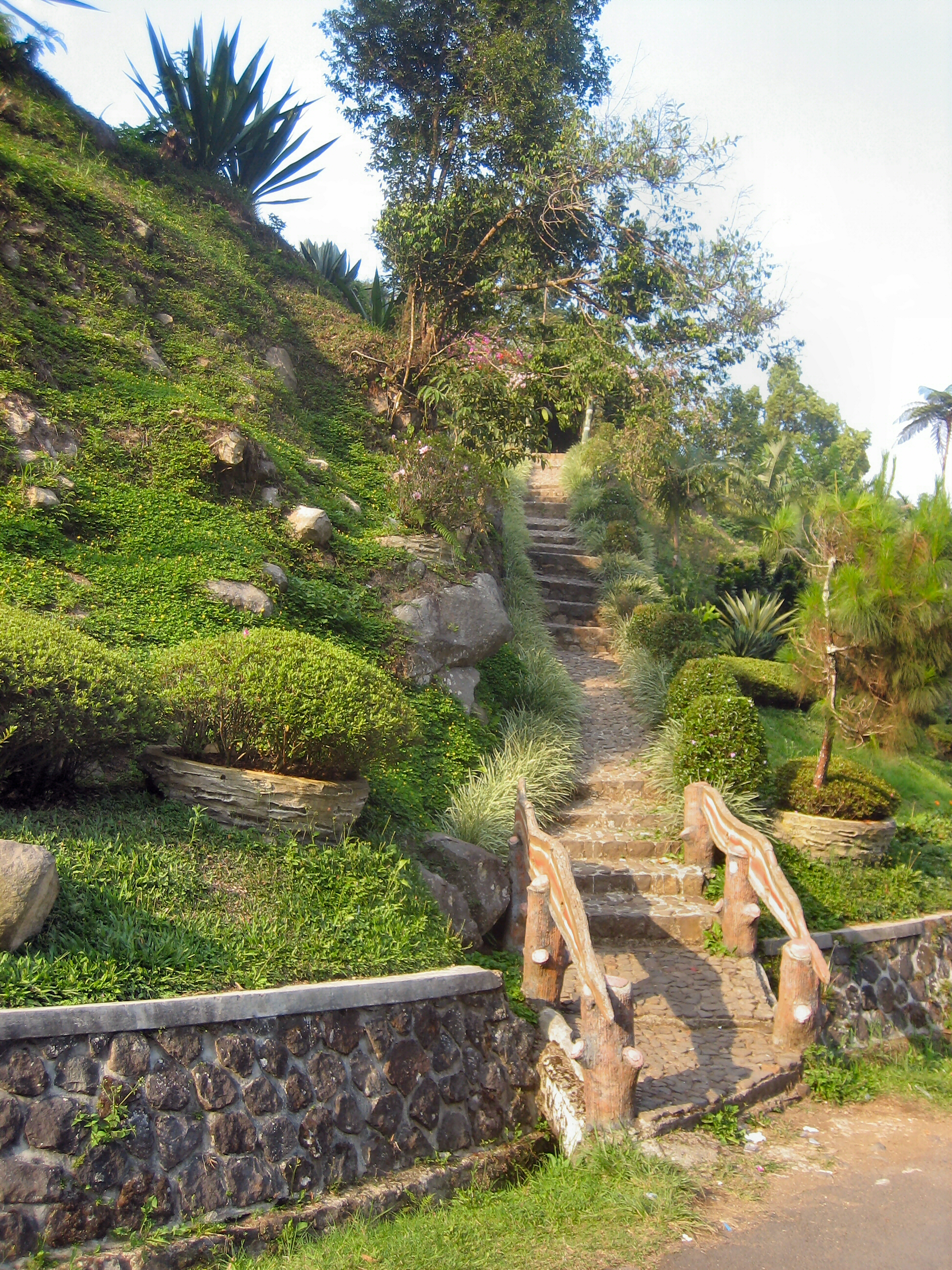
Sendero
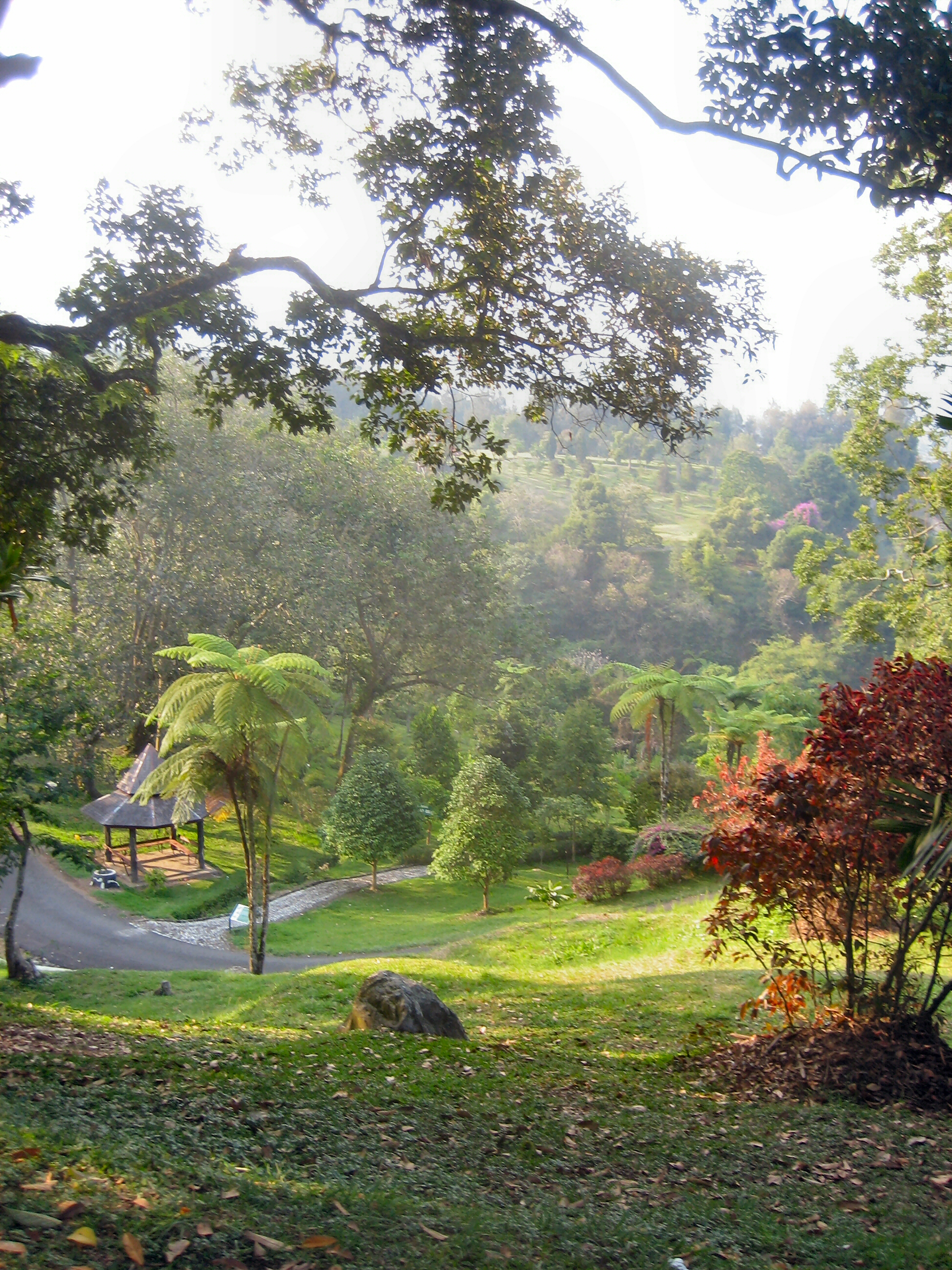
Vista con Gazebo
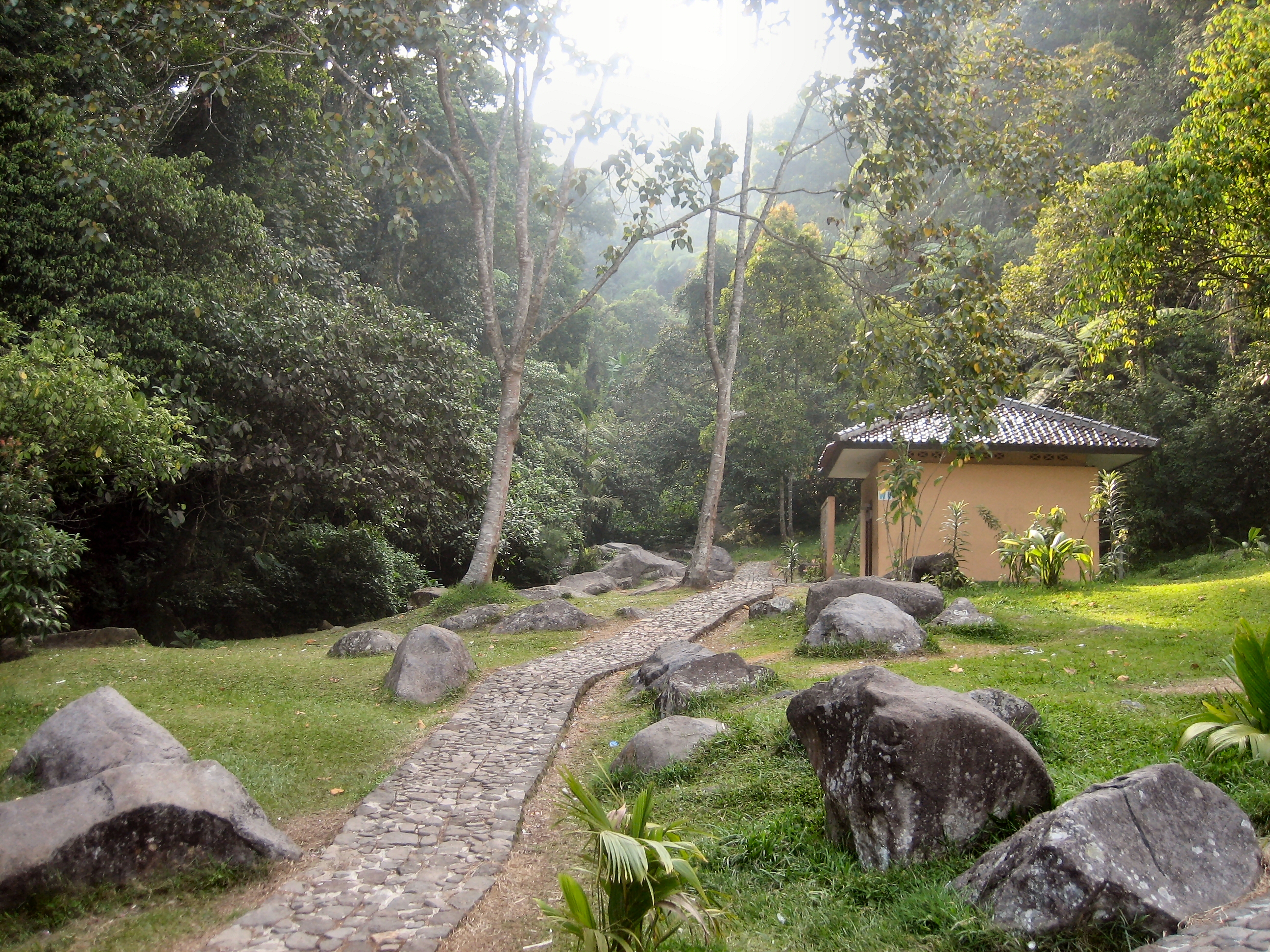
Sendero